# Esther Boise Van Deman
Esther Boise Van Deman (South Salem, 1º ottobre 1862 – Roma, maggio 1937) è stata un'archeologa statunitense.
Ha sviluppato tecniche che le hanno permesso di stimare le date di costruzione di edifici antichi a Roma.

## Biografia
Esther Boise Van Deman è nata a South Salem, Ohio, da Joseph Van Deman e dalla sua seconda moglie, Martha Millspaugh. Era la più giovane di sei figli, inclusi due maschi dal primo matrimonio di suo padre.

## Istruzione e carriera

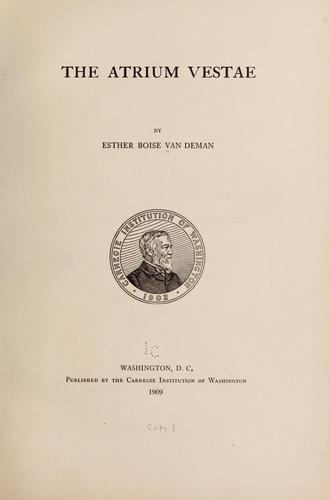
L'Atrium Vestae, 1909

Van Deman è entrata all'Università del Michigan ad Ann Arbor all'età di 24 anni nel 1886 e ha conseguito la laurea in latino nel 1891. Dal 1889 lavorò a stretto contatto con il nuovo, giovane professor Francis Kelsey, che la incoraggiò a studiare il culto delle Vestali. Rimase poi nel Michigan, diventando una delle prime donne a intraprendere studi post laurea in questo stato e ricevette la sua Laurea Magistrale nel 1891. Divenne poi la prima borsista in latino al Bryn Mawr College, Pennsylvania. Trasferitasi in seguito a Baltimora, insegnò latino dapprima al Wellesley College e poi alla Bryn Mawr School. Nel 1895 presentò un documento, "The Duties of the Vestals" a una conferenza organizzata da Kelsey. Iniziò a studiare per il dottorato all'Università di Chicago nel 1896 e divenne la prima donna a ricevere un dottorato di ricerca in latino nel 1898; la sua tesi si è nuovamente concentrata sulle Vestali. Insegnò poi latino al Mount Holyoke College dal 1898 al 1901.
Nel 1901 la Van Deman si recò a Roma, assistita dal suo mentore Kelsey, per raccogliere ulteriore materiale sulle Vestali. In quel periodo, la Casa delle Vestali era in corso di scavo e Van Deman osservava regolarmente gli scavi ed esaminava i reperti. Tornò in America nel 1903 per diventare professore associato al Goucher College insegnando latino e archeologia classica. Nel 1905 tornò a Roma. Nel 1906 vinse una borsa di studio Carnegie Institution, che le permise di studiare per tre anni con la School of Classical Studies. È stata la terza donna ad aver ricevuto questa borsa di studio.
Dal 1910 al 1925 divenne associata della Carnegie Institution di Washington, DC. Tra il 1925 e il 1930 insegnò archeologia romana all'Università del Michigan.

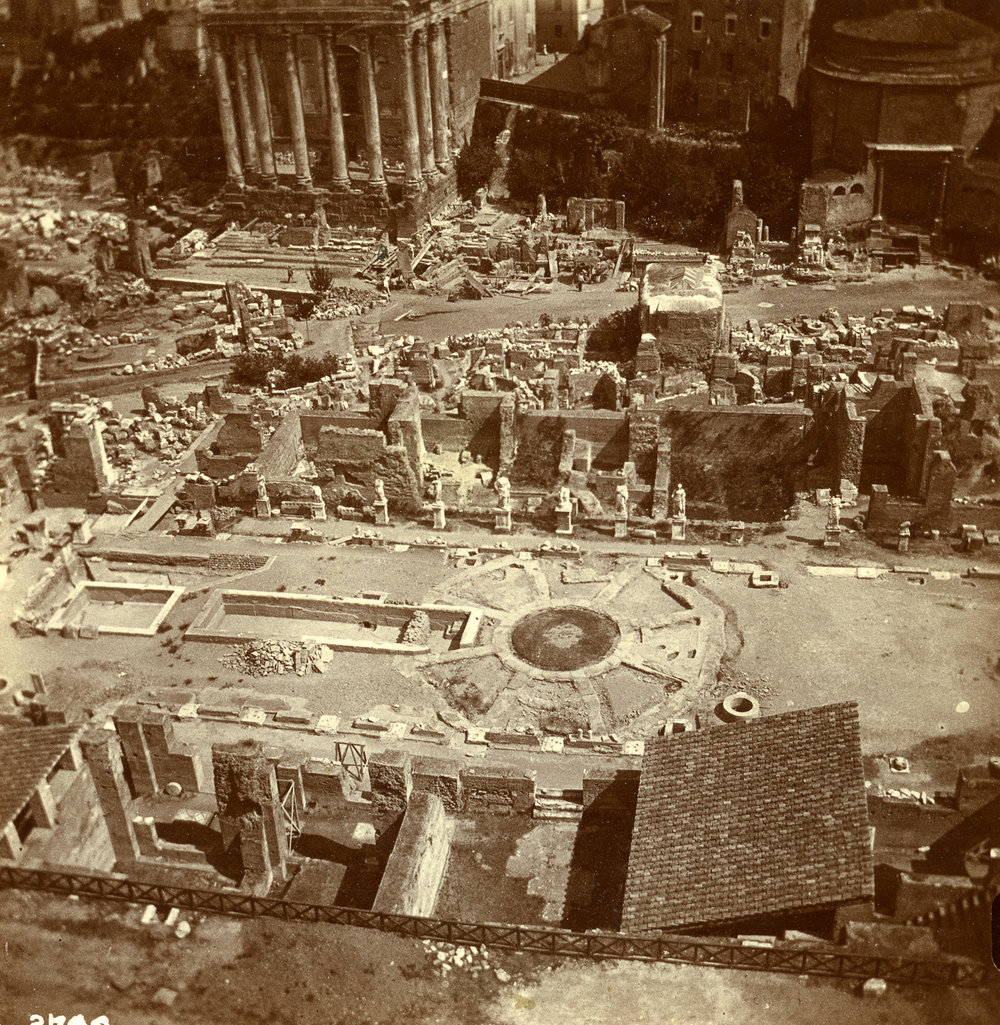
Foto del 1903 di Esther Boise Van Deman delle colonne del tempio di Marte

Il lavoro della sua vita è incentrato sull'analisi dei materiali da costruzione per stabilire una cronologia di costruzione su siti antichi. Nel 1907, mentre frequentava una conferenza presso l'Atrium Vestae di Roma, Van Deman notò che i mattoni che bloccavano una porta erano diversi da quelli della struttura stessa e dimostrò che tali differenze nei materiali da costruzione fornivano una chiave per la cronologia delle strutture antiche. La Carnegie Institution pubblicò i suoi risultati preliminari in The Atrium Vestae (1909) Van Deman ha esteso la sua ricerca ad altri tipi di costruzioni in cemento e mattoni e ha pubblicato "Methods of Determining the Date of Roman Concrete Monuments" in The American Journal of Archaeology. La sua metodologia di base, con poche modifiche, divenne una procedura standard nell'archeologia romana.  Durante il suo soggiorno a Roma durato fino al 1925 scattò molte fotografie del suo lavoro per documentarne la ricerca archeologica. L'opera principale di Van Deman, scritta dopo che si ritirò e si stabilì a Roma, fu The Building of the Roman Aqueducts (1934). Morì a Roma, in Italia, il 3 maggio 1937. È sepolta nel Cimitero Protestante di Roma, vicino a Porta Ostiense. Al momento della sua morte, Van Deman stava lavorando a uno studio monografico sulla costruzione romana. Il suo lavoro fu completato e pubblicato da Marion Elizabeth Blake (1882–1961).
Il nipote di Van Deman, Ralph Van Deman Magoffin (1874–1942), pubblicò uno studio sulla città italiana di Praeneste. Il suo interesse per l'archeologia potrebbe essere stato acceso da sua zia.

## Opere
- The Value of Vestal Statues as Originals", American Journal of Archaeology 12.3 (July-Sept. 1908) 324-342
- The Atrium Vestae  1909
- The So-Called Flavian Rostra 1909
- "Methods of Determining the Date of Roman Concrete Monuments", American Journal of Archaeology. April–June 1912
- The Porticus of Gaius and Lucius 1913
- "The Sullan Forum", Journal of Roman Studies 1922
- The Sacra Via of Nero 1925
- The Building of the Roman Aqueducts 1934